# ピート・ヘグセス
ピーター・ブライアン・ヘグセス（英語: Peter Brian Hegseth）は、アメリカ合衆国の政治家、テレビ司会者、退役軍人。2025年1月から第29代アメリカ合衆国国防長官を務める。

## 経歴
2003年にプリンストン大学を卒業し、ハーバード大学ビジネススクールで修士号も取得している。

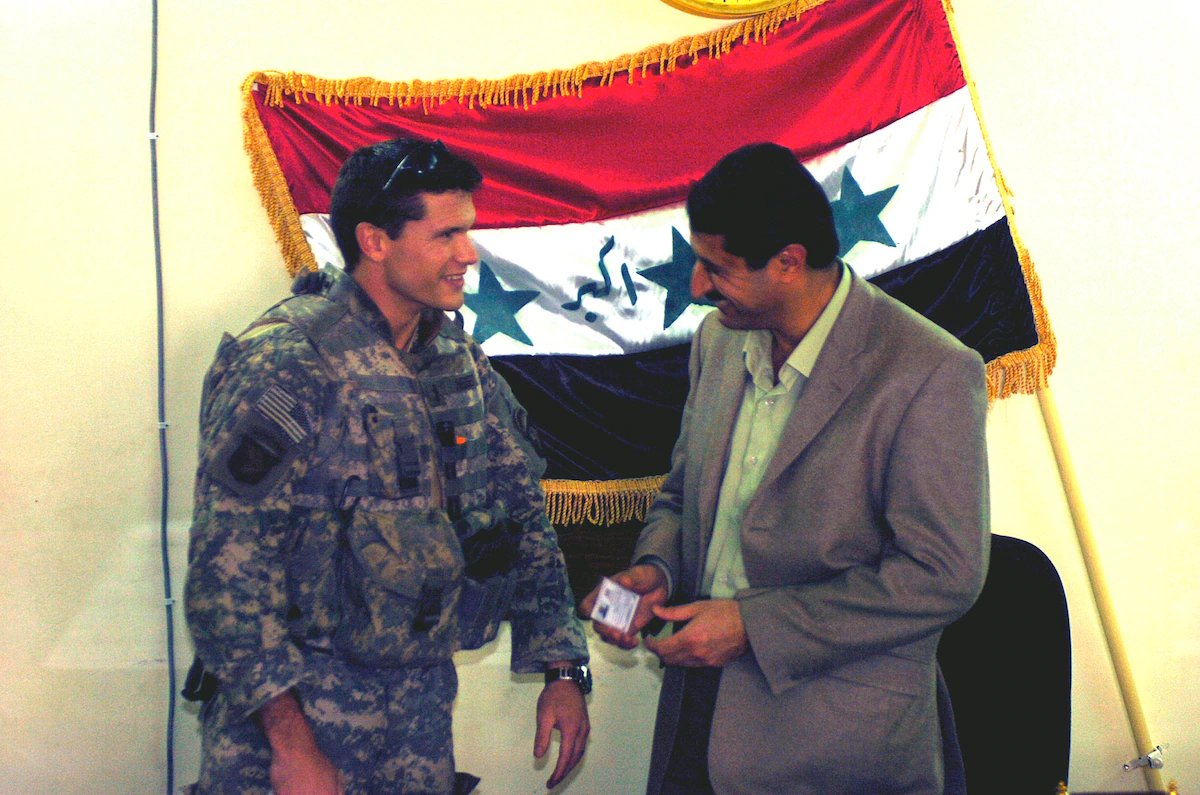
サーマッラー市長と会談する様子、2005年

大学卒業後は陸軍州兵の歩兵部隊に入隊し、アフガニスタン紛争やイラク戦争に従軍した。
2014年にFOXニュースに加わり、番組の司会やニュースの解説を行った他、1期目の大統領を務めていたトランプに単独インタビューを行った。

### アメリカ合衆国国防長官
2024年11月12日、大統領に返り咲くこととなったドナルド・トランプは国防長官にヘグセスを指名した。
しかし、トランプ大統領の指名後に、2017年にカリフォルニア州モントレーで性的暴行を行った疑惑や勤務中に過剰飲酒していたことが発覚。大きな組織を率いた経験が無いことなどが問題視された。
2025年1月24日、アメリカ合衆国上院は51対50でヘグセスの国防長官指名を承認した。50対50で票数が拮抗したため上院議長を兼ねるJ.D.ヴァンス副大統領が賛成票を入れ1票差での承認となった。翌日、ヴァンス副大統領の元で宣誓し、正式に就任した。
2025年3月に発覚したSignalチャットのリーク事件で、ヘグセスは民間チャットであるSignalを用いてフーシ派への攻撃計画を他の高官に伝達したため批判を招いている。
4月には米政府の監査官がヘグセスのSignalの利用の調査を始めた。さらに同年4月20日には、ヘグセスがSignalを用いて妻や弟、弁護士らと中東での米軍の作戦を共有していたと報じられた。一方ヘグセスはこの報道を「中傷」として非難している。
一連の問題が続く中、米公共ラジオNPRは21日、ホワイトハウスがヘグセス更迭に向け後任選びに着手したと報じた。一方、ホワイトハウスのキャロライン・レビット報道官は自身のSNSでNPRの報道を否定した。またトランプ大統領も「彼は素晴らしい仕事をしている」と述べ、ヘグセスを擁護した。

## 主張・立場
- 自身の著書で、人種や性別の多様性を推進する米軍を批判し、「能力主義」を取り戻すよう主張している[1]。
- 北大西洋条約機構（NATO）に懐疑的な見方を示している[5]。